# Oostappen
Oostappen is een buurtschap in de gemeente Asten in de Nederlandse provincie Noord-Brabant. Het ligt vier kilometer ten noordwesten van het dorp Asten, dicht bij de buurtschappen Voorste Diesdonk en Achterste Diesdonk.
Voor de aanleg van de Rijksweg A67 is er in de jaren 60 ten zuiden van Oostappen een groot meer uitgegraven en ontstond Strandbad Oostappen. In 1986 is dit het eerste vakantiepark dat familie Gillis aankocht. Hoewel dit vakantiepark later is omgedoopt tot Prinsenmeer, blijft de naam Oostappen verbonden aan het overkoepelende bedrijf Oostappen Vakantieparken. 
Dorpen: Asten · Heusden · Ommel

Buurtschappen: Achterbosch · Achterste Diesdonk · Behelp · Bussel · De Beek · De Berken · Dijk · Laarbroek · Oostappen · Rinkveld · Stegen · Voordeldonk · Voorste Diesdonk · Voorste-Heusden · Vosselen

Noord-Brabant: Steden en dorpen      Nederland: Provincies · Gemeenten